# Le Drapeau rouge (journal)
Pour les articles homonymes, voir Drapeau rouge (homonymie).

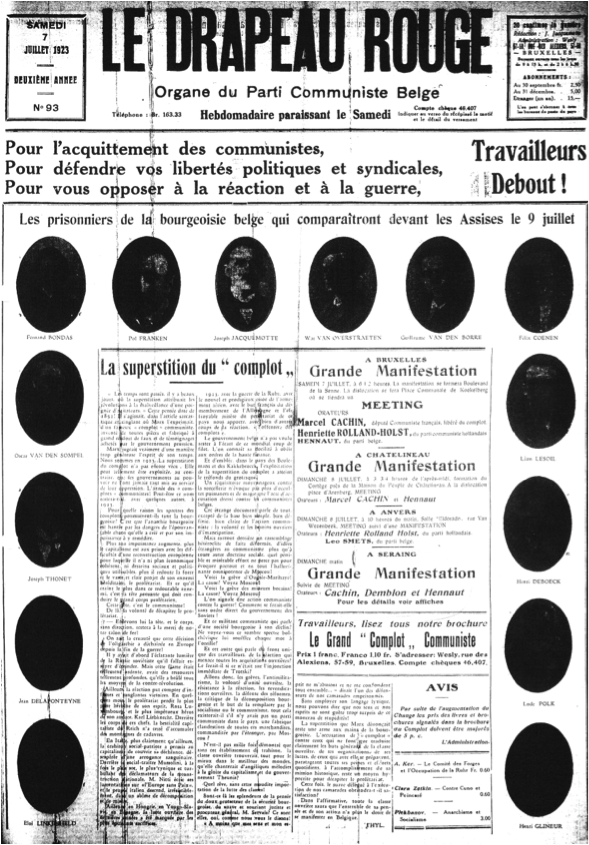
Article du Drapeau Rouge, l'organe de presse du Parti communiste de Belgique sur le Grand Complot, l'emprisonnement des dirigeants du PCB en 1923. Drapeau Rouge, 7 juillet 1923, p. 1.

Le Drapeau rouge était le quotidien du Parti communiste de Belgique.  
Rosine Lewin en est la rédactrice en chef à partir des années 1960.  
Avant 1991, l'Union soviétique achetait un quota fixe d'exemplaires du Drapeau rouge, qui était diffusé dans les kiosques à journaux de ce pays, ce qui gonflait artificiellement le tirage et le nombre d'abonnés. Quand ce système a pris fin, les rentrées financières ont chuté. 
En 1991, il a cédé la place à Libertés, qui se voulait pluraliste de gauche ; l'expérience a duré quelques mois et s'est terminée par un désastre financier. Le rédacteur en chef était Maurice Magis. Parmi les journalistes de Libertés il y avait notamment Michel Bouffioux, qui sera un des journalistes d'investigation en pointe lors de l'affaire Dutroux, puis le cofondateur du Journal du mardi en 1999.     